# Petacciato
Petacciato är en ort och kommun i provinsen Campobasso i regionen Molise i Italien. Kommunen hade 3 786 invånare (2018).